# Editorial Omnibus
Editorial Omnibus (nombre original: Omnibus Press) es una editorial especializada en la publicación de libros relacionados con la música. La editorial publica alrededor de 30 nuevos títulos al año, logrando aproximadamente 250 títulos impresos actualmente. Omnibus también publica libros de fotografías, de los que destacan ediciones dedicadas a The Clash, Queen, Metallica, Iron Maiden, Iggy Pop, The Smiths y Bob Dylan. Ha publicado el trabajo de fotógrafos como Jim Marshall, Mick Rock, Bob Gruen, Ross Halfin y Steve Gullick.
La empresa también ha publicado series de novelas gráficas del artista Jim McCarthy, entre las que se incluyen: Metallica: Nothing Else Matters - The Graphic Novel, Gabba Gabba Hey! The Graphic Story Of The Ramones, Sex Pistols: The Graphic Novel, Michael Jackson: Neverland - The Life And Death Of Michael Jackson, Reckless Life: Guns And Roses y GodSpeed: The Kurt Cobain Graphic Novel.

## Libros notables
- The Beatles: A Diary
- Morrissey & Marr: The Severed Alliance
- The Life Of Keith Moon
- Crazy Diamond: Syd Barrett and the Dawn of Pink Floyd
- Paul Weller: My Ever Changing Moods
- Sex and Drugs and Rock’n’Roll: The Life of Ian Dury
- Abba: Bright Lights & Dark Shadows
- Freddie Mercury: An Intimate Memoir
- Johnny Cash: American Icon
- The Dark Story Of Eminem
- Hey Ho let’s Go: The Ramones
- Metallica: Justice For All
- The Libertines: Highs & Lows
- Mod: A Very British Phenomenon
- Mods A New Religion
- Without Frontiers The Life And Music Of Peter Gabriel
- George Harrison: Behind The Locked Door
- Under The Ivy: The Life & Music of Kate Bush
- The Lionel Bart Story: Fings Ain't Wot They Used T' Be
- Steely Dan: Reelin’ In The Years
- Kurt Cobain: Godspeed
- Look Wot I Dun: Don Powell
- Joni Mitchell: In Her Own Words
- Stevie Nicks: Visions, Dreams & Rumors